# Tipula longispina
Tipula longispina är en tvåvingeart som beskrevs av Yang, Gao och Young 2006. Tipula longispina ingår i släktet Tipula och familjen storharkrankar. Inga underarter finns listade i Catalogue of Life.